# Frederick Akbar Mahomed

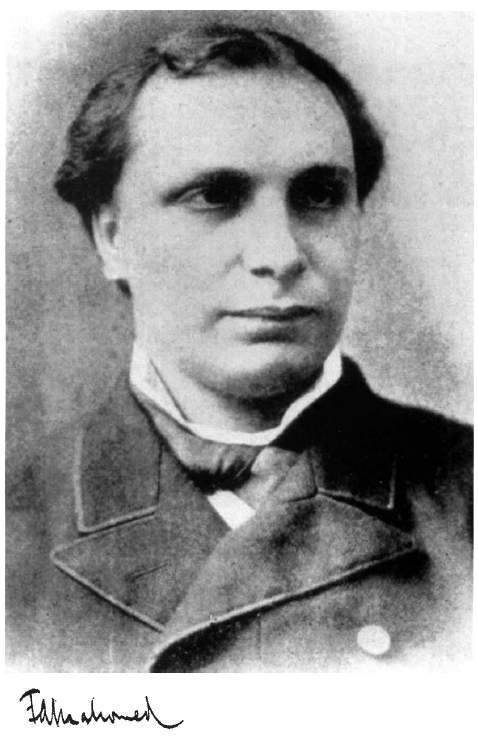
Bức ảnh duy nhất được biết đến của bác sĩ Mahomed

Frederick Henry Horatio Akbar Mahomed (11 tháng 4 năm 1849 - 22 tháng 11 năm 1884) là một bác sĩ quốc tế người Anh đến từ Brighton, Anh vào cuối thế kỷ 19. Ông đã tiên phong nghiên cứu bệnh viêm thận và cao huyết áp từ những năm 1870.

## Tiểu sử
Akbar Mahomed là cháu trai của Sake Dean Mahomed, doanh nhân người Ấn Độ đầu tiên mở nhà hàng cà ri ở London. Sake Dean Mahomed cũng là người mang y học cổ truyền của Ấn Độ tới nước Anh, đồng thời là người Ấn Độ đầu tiên viết một cuốn sách bằng tiếng Anh.
Năm 1881, Akbar Mahomed tốt nghiệp cử nhân y tại Cambridge, với luận án: "Bệnh mạn tính không có Albumin tiết niệu". Sau đó, ông tiếp tục lấy bằng bác sĩ từ Đại học Brussels và đã được trao tặng học bổng của Đại học Y Hoàng gia.